# Chacal à chabraque
Lupulella mesomelas
Espèce
Synonymes
- Canis mesomelas Schreber, 1775

Statut de conservation UICN

 LC  : Préoccupation mineure
Répartition géographique
Le Chacal à chabraque (Lupulella mesomelas) est une espèce de mammifères carnivores de la famille des Canidés.

## Caractéristique
Le Chacal à chabraque peut mesurer jusqu'à un mètre de long, 40 cm au garrot et peser 11 kg. Ses noms vernaculaires, « Chacal à chabraque » ou « Chacal à dos noir », font référence à la bande de pelage noir qui recouvre son dos, de la tête jusqu'au bout de la queue de l'animal.
Il vit en couple pour la vie. La durée de la gestation est de 60 jours pour une portée d'environ quatre petits.

## Habitat
Le Chacal à chabraque vit dans l'Est et le Sud de l'Afrique, principalement dans les zones désertiques et les savanes arides.

## Régime alimentaire

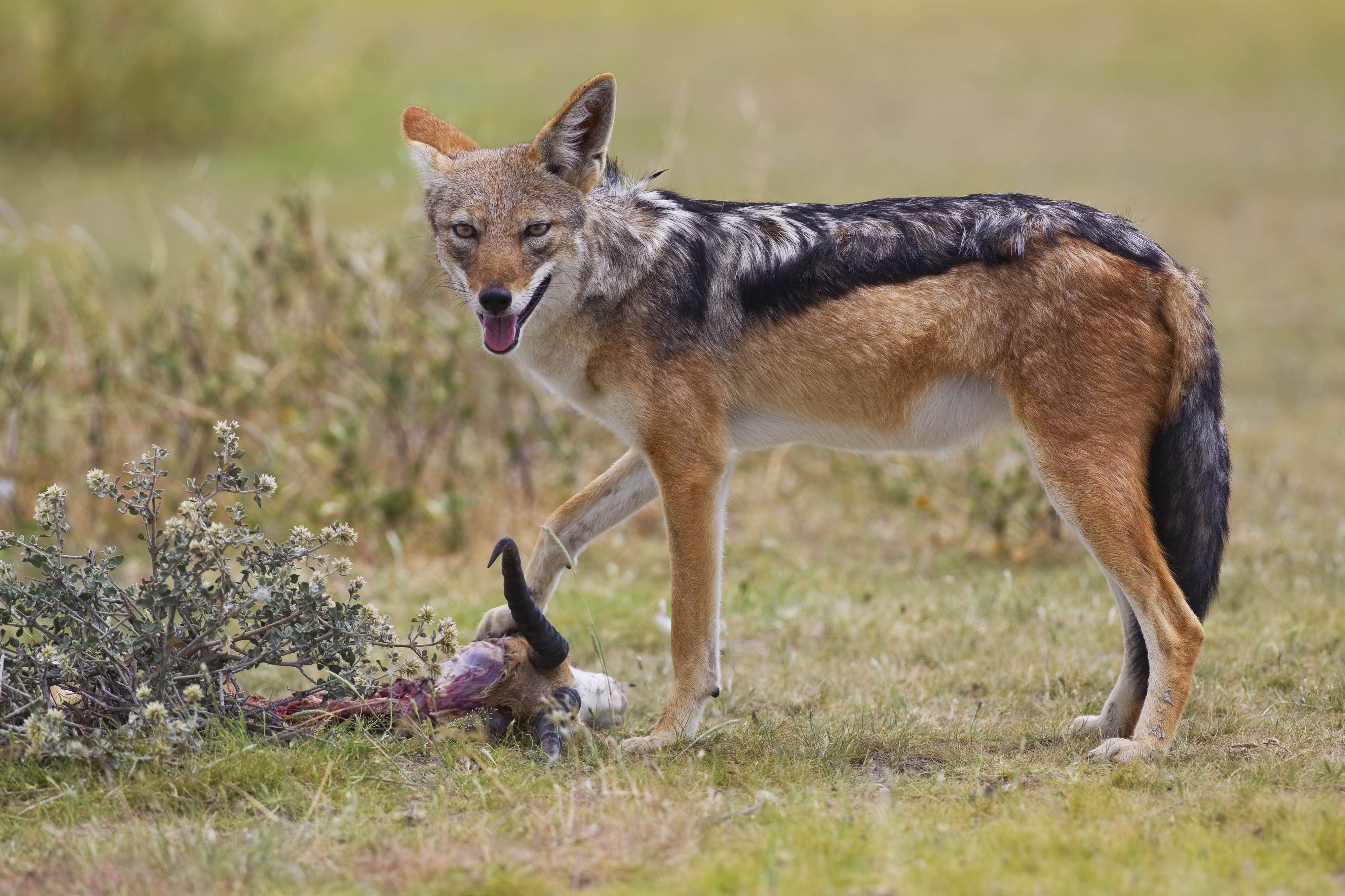
Chacal à chabraque s'alimentant sur une carcasse de Springbok

Il est omnivore, et se nourrit généralement d'insectes, de rongeurs, de lézards, de fruits et de charognes. Il lui arrive également de chasser la nuit. Il est meilleur chasseur que les autres espèces de chacals, car les couples gardent leur progéniture avec eux pendant un an pour les assister durant la chasse.

## Prédateurs
Le Chacal à chabraque est parfois la proie des léopards, des lions, des hyènes, des guépards, des lycaons, des pythons et des gros rapaces.

## Longévité
Dans la nature, sa durée de vie moyenne est de quatorze ans et jusqu'à seize ans en captivité.